# وان تایمز اسکوئر
وان تایمز اسکوئر (به انگلیسی: One Times Square) یک آسمان‌خراش در ایالات متحده آمریکا است که در منهتن واقع شده‌است.